# 85D/Boethin
85D/Boethin ist ein kurzperiodischer Komet, der als Ziel für die erweiterte Mission der NASA-Raumsonde Deep Impact im Gespräch war.

## Entdeckung
Der Komet wurde am 4. Januar 1975 vom Priester und Amateurastronomen Leo Boethin auf den Philippinen bei einer scheinbaren Helligkeit von etwa 12 mag entdeckt. Bald danach zeigte die Bahnbestimmung, dass es sich um einen kurzperiodischen Kometen handelt.

## Umlaufbahn
Der Komet bewegt sich auf einer elliptischen Umlaufbahn um die Sonne, wobei der sonnennächste Punkt seiner Bahn (Perihel) knapp außerhalb der Bahn der Erde, und der sonnenfernste Punkt (Aphel) etwas innerhalb der Bahn des Saturn liegt. Die Exzentrizität der Bahn beträgt 0,781, die Bahnebene ist etwa 4° gegen die Ekliptik geneigt. Die Umlaufzeit des Kometen beträgt 11,81 Jahre.
Nach 1975 konnte der Komet auch bei seiner Wiederkehr im Jahr 1986 beobachtet werden, wobei er sogar eine Helligkeit von bis zu 8 mag erreichte. Seine nächste Wiederkehr war für den Frühling 1997 vorhergesagt, hier liegen aber keine Beobachtungen des Kometen vor.

## Missionsziel fürDeep Impact
Der Komet war als Ziel für die als EPOXI bezeichnete, erweiterte Mission der NASA-Raumsonde Deep Impact im Gespräch. Die Sonde sollte den Kometen Ende 2008 erreichen. Nachdem es bis Dezember 2007 aber nicht gelang, den Kometen wieder aufzufinden, steuerte die Sonde stattdessen den Kometen 103P/Hartley 2 an. Möglicherweise ist Komet Boethin seit seiner letzten Beobachtung in kleinere Bruchstücke zerbrochen, die von der Erde aus nicht mehr erfasst werden konnten.